# Değirmenoluğu, Eleşkirt
Değirmenoluğu là một xã thuộc huyện Eleşkirt, tỉnh Ağrı, Thổ Nhĩ Kỳ. Dân số thời điểm năm 2011 là 793 người.